# 岡山県道・広島県道9号芳井油木線
岡山県道・広島県道9号芳井油木線（おかやまけんどう・ひろしまけんどう9ごう よしい ゆきせん）は、岡山県井原市芳井町吉井から広島県神石郡神石高原町油木に至る主要地方道（県道）である。

## 概要
岡山県と広島県を結ぶ道路の一つで、井原市と神石郡神石高原町を結ぶ唯一の県道（主要地方道）である。路線名となっている「芳井」および「油木」は、かつて存在した自治体名で、同一県内に同じ読み名の自治体（岡山県には芳井町と吉井町、広島県には油木町と湯来町。）が存在し、同一県内に同じ読み名のある自治体同士をつなぐというユニークな路線であった。しかも、その県内においては、同じ読み名の自治体を区別するため、県庁所在地に近い自治体（吉井町、湯来町）のほうは、郡名を省いて呼ばれることが多いのに対し、「芳井」および「油木」は、県庁所在地から遠いため、自治体名の頭に郡名を付けて呼ばれていた（後月郡芳井町、神石郡油木町）。なお、これら自治体は平成の大合併により、自治体名としてはすべて消滅している。

### 路線データ
- 起点 : 岡山県井原市芳井町吉井
- 終点 : 広島県神石郡油木町油木[2] （現在の神石高原町油木）
- 重要な経過地 : 広島県神石郡豊松村[2] （現在の神石高原町の一部）
- 路線延長
  - 岡山県道 : 実延長 19.9 km（2020年4月1日現在）[1]
  - 広島県道 : 実延長 14.785 km、うち旧道 0.141 km　（2020年4月1日現在）[2]

## 歴史
旧東城往来 雲州街道と並行しており、歴史ある路線である。かつての街道筋には、道しるべや道標も残る。井原市内には、明治 - 昭和初期に設置されたと思われる道しるべや道標が随所に残っており、一部には、「懸道井原油木線」、「懸道佐原油木線」などと刻まれているものもある。
懸道井原油木線、懸道佐原油木線など時代によって路線名や経路変更がなされ、広島県道・岡山県道坂瀬川芳井線、岡山県道・広島県道前原谷芳井線、広島県道仙養油木線にそれぞれ分断された後、1964年（昭和39年）に広島県道205号仙養油木線の全線と広島県道・岡山県道坂瀬川芳井線および岡山県道・広島県道前原谷芳井線の各一部をもって現在の路線の成立に至る。

### 年表
| 年                   | 月日     | 概要 |
| -------------------- | -------- | --- |
| 19??年               |          | 東城往来 雲州街道を踏襲する形で車道化。                                                                                                   |
| 1964年（昭和39年）   | 12月28日 | 建設省（当時）告示第3,620号により認定。                                                                                                   |
| 1965年（昭和40年）   | 3月31日  | 岡山県告示第251号および広島県告示第259号 により認定。                                                                                     |
| 1972年（昭和47年）頃 |          | 岡山・広島両県での県道番号改正により岡山県道・広島県道9号芳井油木線に改称。                                                               |
| 2004年（平成16年）   | 10月1日  | 岡山県高梁市と川上郡の全3町、上房郡有漢町が対等合併して改めて高梁市が設置されたことに伴い、高梁市域を本路線が通過することになる。         |
| 2004年（平成16年）   | 11月5日  | 広島県神石郡の全町村が対等合併して神石郡神石高原町が成立したことに伴い、終点の地名表記が変更（神石郡油木町油木 → 神石郡神石高原町油木）。 |
| 2005年（平成17年）   | 3月1日   | 岡山県小田郡美星町と後月郡芳井町が井原市に編入されたことに伴い、起点の地名表記が変更（後月郡芳井町大字吉井 → 井原市芳井町吉井）。         |
| 2015年（平成27年）   | 5月25日  | 天神峡トンネルが貫通、貫通式。 |
| 2016年（平成28年）   | 7月31日  | 岡山県告示第421号により天神峡トンネルが供用開始、開通式。                                                                                 |

- 1993年（平成5年）5月11日 - 建設省から、県道芳井油木線が芳井油木線として主要地方道に再指定される[7]。

## 路線状況
全般的に広狭混在の道で、特に広島県側は未改良箇所が多く、“険道”で案内も整備されていない場所もある。
また、広島県福山市明神町2丁目の明神町交差点（起点） - 庄原市東城町川西の友末交差点間で国道182号と重用している国道314号の起点を福山市から岡山県笠岡市に変更し、本路線および岡山県道34号笠岡井原線を国道に昇格させることを望む声が沿線住民から出ており、岡山県ホームページの「マルチメディア目安箱」にもそのような内容の投書が寄せられているものの、国道昇格の実現には至っていない。

### 重用区間
- 広島県道106号布賀油木線（広島県神石郡神石高原町上豊松）

### 異常気象時通行規制区間
雨量によって通行規制が実施される区間は、下記の表のとおり。
| 区間                             | 延長   | 雨量                         | 規制     |
| -------------------------------- | ------ | ---------------------------- | -------- |
| 岡山県井原市芳井町 川相 - 上鴫   | 5.4 km | 連続 80 mm                   | 通行注意 |
| 岡山県井原市芳井町 川相 - 上鴫   | 5.4 km | 時間 35 mm または連続 150 mm | 通行止   |
| 岡山県井原市芳井町 上鴫 - 東三原 | 6.4 km | 連続 80 mm                   | 通行注意 |
| 岡山県井原市芳井町 上鴫 - 東三原 | 6.4 km | 時間 35 mm または連続 150 mm | 通行止   |

### 道路施設
- 天神峡トンネル （岡山県井原市芳井町 吉井 - 川相、延長 907 m）[6]

## 地理

### 通過する自治体
- 岡山県
  - 井原市
  - 高梁市
- 広島県
  - 神石郡神石高原町

### 交差する道路
| 路線名                     | 所在地                       | 交差点名   | 備考 |
| -------------------------- | ---------------------------- | ---------- | ---- |
| 国道313号                  | 岡山県井原市芳井町吉井       | 芳井支所前 | 起点 |
| 岡山県道104号坂瀬川芳井線  | 岡山県井原市芳井町川相       | ‐          | ‐    |
| 岡山県道294号下鴫川上線    | 岡山県井原市芳井町下鴫       | ‐          | ‐    |
| 岡山県道77号美星高山市線   | 岡山県高梁市川上町高山市     | 杖立       | ‐    |
| 広島県道105号前原谷仙養線  | 広島県神石郡神石高原町花済   | ‐          | ‐    |
| 広島県道411号木割谷小吹線  | 広島県神石郡神石高原町近田   | ‐          | ‐    |
| 広島県道106号布賀油木線    | 広島県神石郡神石高原町上豊松 | ‐          | 屈折 |
| 広島県道106号布賀油木線    | 広島県神石郡神石高原町上豊松 | ‐          | ‐    |
| 国道182号（国道314号重用） | 広島県神石郡神石高原町油木   | ‐          | 終点 |

### 沿線にある施設など

#### 自然・地形
- 小田川
- 鴫川
- 弥高山

#### 主要施設
- 井原市役所芳井支所（岡山県井原市芳井町吉井）
- 高原型リゾート高原荘（岡山県井原市芳井町上鴫）

#### 見どころ
- 天神峡（岡山県井原市芳井町吉井）
- 仙骨峡（岡山県井原市芳井町上鴫）
- 妙福寺（岡山県井原市芳井町上鴫）
- 糸崎八幡神社（岡山県井原市芳井町上鴫）
- 中山天神社（岡山県井原市芳井町東三原）

#### 並行する旧街道
- 東城往来 雲州街道

別名を笠岡道、笠岡往来とも。笠岡の港（現・笠岡港）より東城（現・広島県庄原市）を経て、雲州こと出雲国（現・島根県）の、出雲大社に通じていた道。七日市宿（現・岡山県井原市七日市町）で山陽道（西国街道）に接し、そこから高山市（現・岡山県高梁市川上町高山市・井原市芳井町東三原）等を経て、東城に向かう。笠岡方向に対しては、笠岡の港から四国、金毘羅に向う道でもあった。かつては陰陽連絡路として重要な路線であったのにもかかわらず、重要性が低下した背景には、神石郡が岡山県から広島県に割譲されたことによる。当時の神石郡は後月郡（現・井原市）との結び付きが強かったため、街道改修の請願を幾度も出していたのにもかかわらず、広島県当局者が岡山県との交通を嫌忌し、積極的な改修に取り組まなかったことが大きく影響している。

#### 祭り・催し
- 岡山県高等学校駅伝競走大会

全国高等学校駅伝競走大会の岡山県予選。毎年11月の第1日曜日に開催。井原運動公園陸上競技場（岡山県井原市上出部町〈かみいずえちょう〉）を発着点に天神峡で折り返す男子部コース。当日は交通規制が実施される。
- 三原渡り拍子（岡山県井原市芳井町三原地区一帯）

毎年11月の第2土曜日とその翌日の日曜日に開催。
- 中国高等学校駅伝競走大会

全国高等学校駅伝競走大会の中国地区予選。5年に1度、11月の日曜日に開催。井原運動公園陸上競技場を発着点に天神峡で折り返す男子部コース。当日は交通規制が実施される。